# Cupeta
La cupeta, copeta, cubbaita o cubbeta (dal termine arabo qubbayt, che significa conserva dolce) è un dolce natalizio a base di miele, zucchero sciolto e mandorle tritate, tipico di alcune zone della Calabria, della Campania, della Puglia, della Sicilia e del Ponente Ligure, dove si consuma tutto l'anno ed è conosciuta come cubaita.

## Preparazione

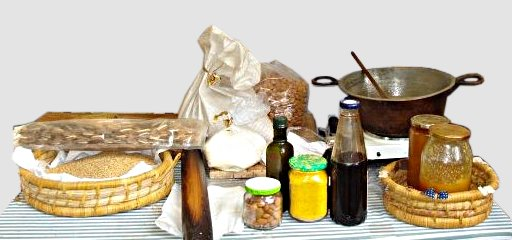
Ingredienti per la preparazione

Si ricava dalla miscela di mandorle, miele e zucchero. La ricetta è tenuta gelosamente segreta dai "maestri copetai" e si tramanda da padre in figlio. La preparazione è laboriosa ma semplicissima dal punto di vista esecutivo.
Il dolce è tipicamente natalizio, in quanto la presenza del miele non consente il perfetto mantenimento durante il periodo estivo.
È simile al mandorlato veneto; un prodotto analogo è la giurgiulena, la cui etimologia, sempre araba, riporta però in modo specifico al sesamo.
Il prodotto è individuato tra i prodotti agroalimentari tradizionali calabresi, campani e i pugliesi.

### Varianti
In Campania la copeta viene prodotta nelle provincie di Avellino, Benevento e Salerno ed è un torrone bianco molto compatto insaporito con nocciole, mandorle e molto spesso pistacchi.
Nel Reatino e nell'Abruzzo la copeta è preparata con miele e noci tritate, ha forma di biscotto romboidale ed è di consistenza morbida anziché croccante; è servita tipicamente su foglie di lauro che hanno la funzione di involucro.
In  Valtellina è fatta da un composto di miele e noci tritate che viene schiacciato tra due ostie che lo tengono insieme ed ha forma rettangolare. 

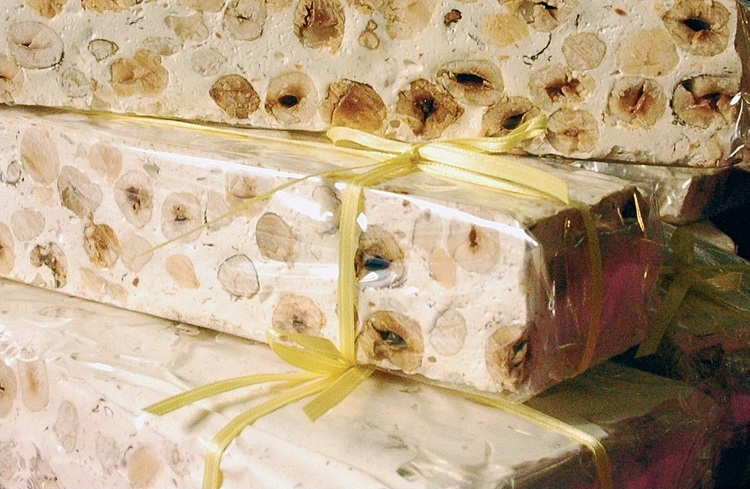
Copeta campana
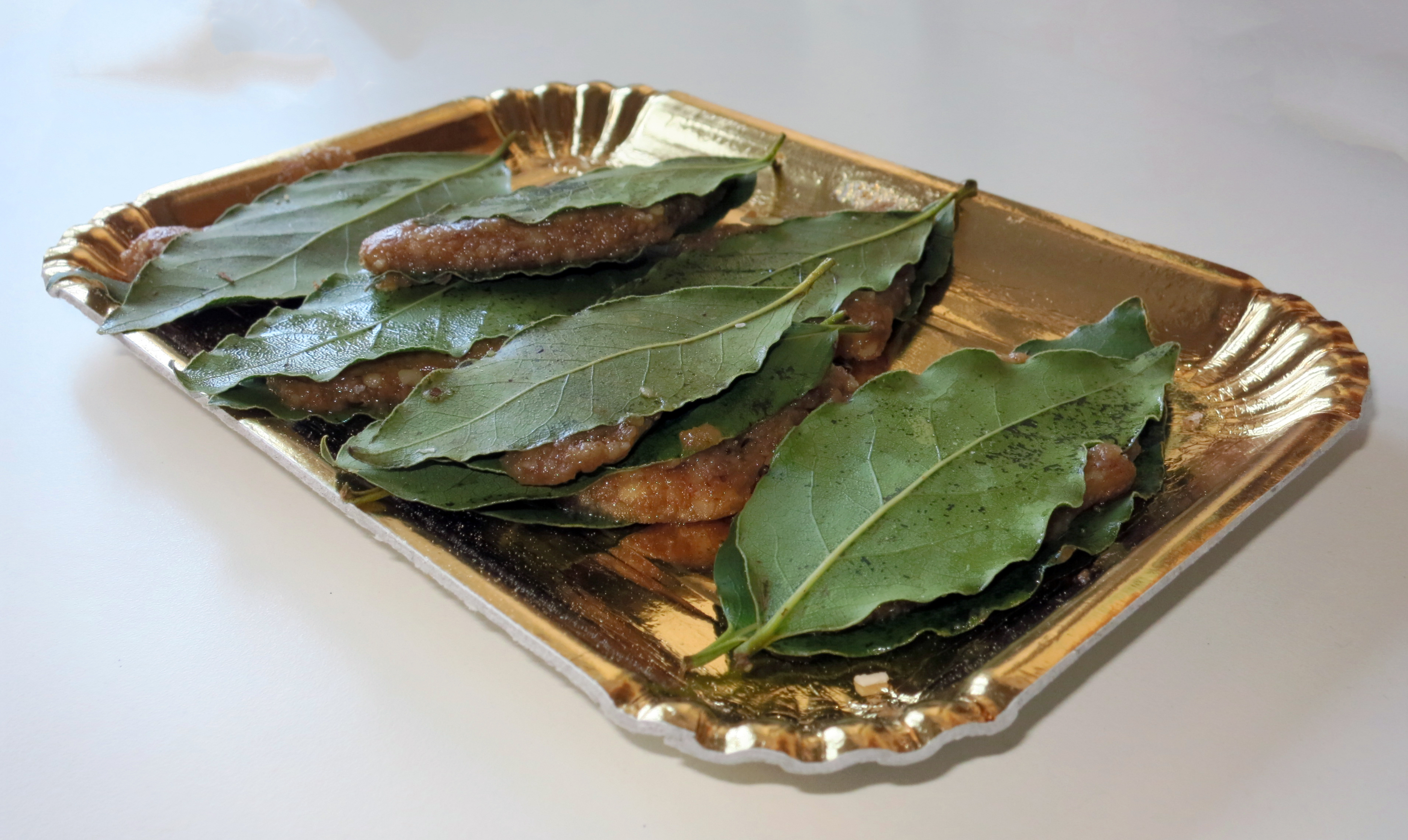
Copeta morbida reatina

## Storia
Il dolce, così come noto oggi, è di origine araba. La prima notizia della sua diffusione in Italia risale al 1287.
La copeta fece parte dei dolci tradizionali durante il banchetto nuziale di Bona Sforza e Sigismondo I di Polonia (1517).

## Origini del nome

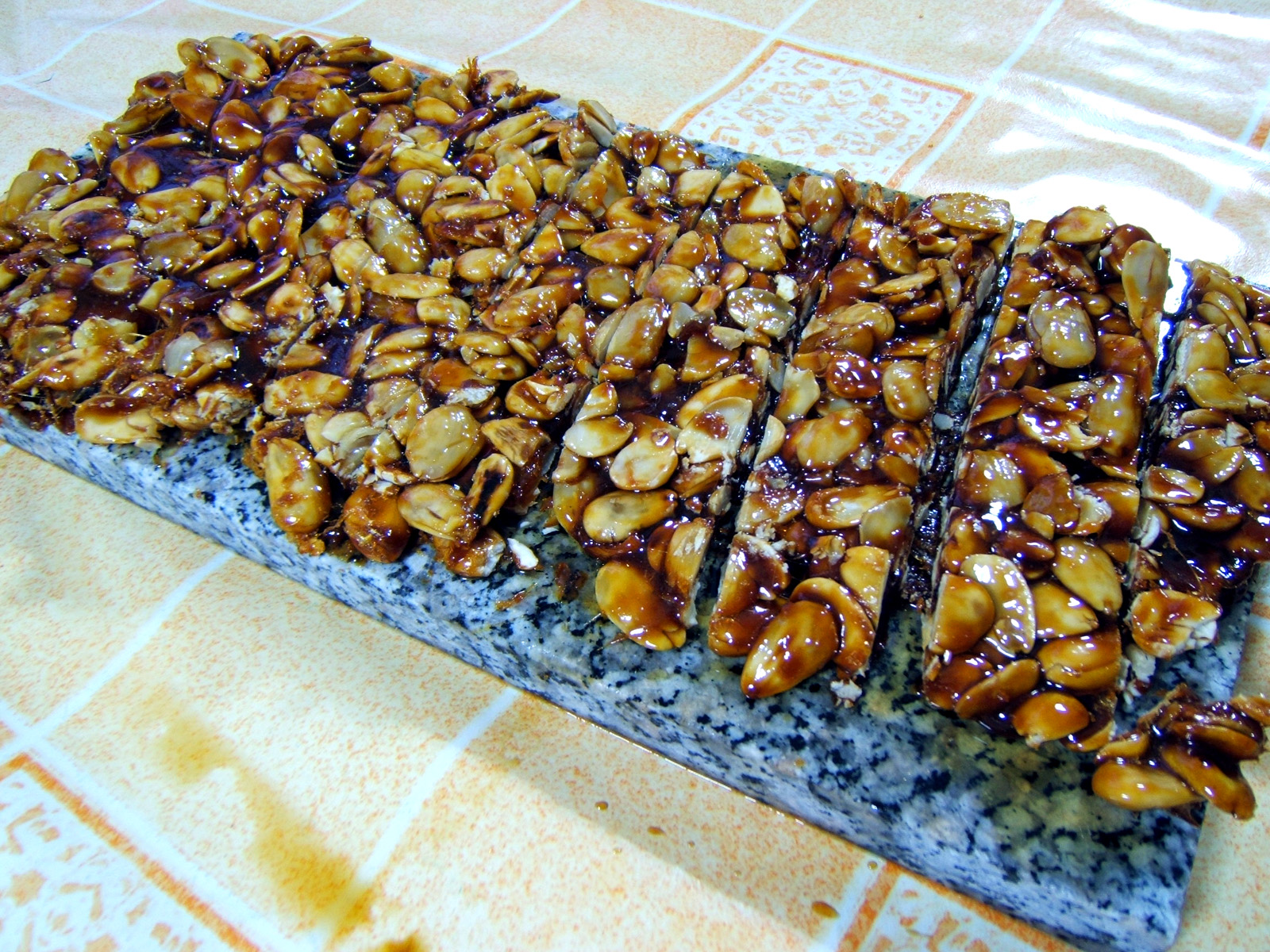
Croccante di mandorle

Alcuni siti, anche ministeriali, riferiscono che il termine derivi dal latino cupedia, ma trattasi di un'incorretta etimologia creata da Matteo Camera nel 1838. I termini latini somiglianti (cuppedia e copadia) in realtà indicano rispettivamente le ghiottonerie in senso lato ed i pezzi di carne.
Il nome 'cupeta' deriva invece dall'arabo qubbayt, che significa "conserva dolce", e viene registrato per la prima volta in un documento palermitano del 1287, in cui compare un cubaydario, ossia un produttore di cubaita, un dolce di mele, mandorle, ceci tostati e sesamo.
Il termine viene poi ritrovato nella letteratura napoletana seicentesca: Giambattista Basile la nomina due volte, ne Lo cunto de li cunti overo lo trattamento de peccerille e ne Le cinco figlie, Giulio Cesare Cortese una volta nel Micco Passaro nnammorato, poema eroico.
In epoca contemporanea nel dialetto di Ascoli Satriano (FG) e di molti altri centri della Capitanata la parola cupeta significa torrone, nel Salento invece può essere sinonimo di croccante.